# Grönländische Fußballmeisterschaft 2021
Die Grönländische Fußballmeisterschaft 2021 sollte die 59. Spielzeit der Grönländischen Fußballmeisterschaft sein.
Wegen der COVID-19-Pandemie und den damit in Grönland einhergehenden Beschränkungen konnte die Meisterschaft nicht durchgeführt werden.

## Teilnehmer
Folgende Mannschaften waren für die Qualifikationsrunde angemeldet.
- UB-83 Upernavik
- Eqaluk-56 Ikerasak
- FC Malamuk Uummannaq
- Disko-76 Qeqertarsuaq
- G-44 Qeqertarsuaq
- N-48 Ilulissat
- T-41 Aasiaat
- FC Aqisseq Kangaatsiaq
- SAK Sisimiut
- Aĸigssiaĸ Maniitsoq
- B-67 Nuuk
- FC Nuuk
- GSS Nuuk
- IT-79 Nuuk
- NÛK
- Young Guns Nuuk
- N-85 Narsaq
- K-33 Qaqortoq

## Modus
Wie im Vorjahr wurden fünf Qualifikationsgruppen gebildet, eine pro Kommune. Die Qualifikationsrunde begann am 12. Juli und sollte am 25. Juli enden. Sie wurde nach dem ersten Tag aufgrund der COVID-19-Pandemie abgebrochen. Die Schlussrunde hätte vom 9. bis zum 15. August in Ilulissat stattfinden sollen, wurde aber am 19. Juli abgesagt.

## Ergebnisse

### Qualifikationsrunde

#### Avannaata Kommunia
| Datum         |                      | Ergebnis |                    | Ort       |
| ------------- | -------------------- | -------- | ------------------ | --------- |
| 23. Juli 2021 | FC Malamuk Uummannaq |          | Eqaluk-56 Ikerasak | Uummannaq |
| 24. Juli 2021 | FC Malamuk Uummannaq |          | UB-83 Upernavik    | Uummannaq |
| 25. Juli 2021 | Eqaluk-56 Ikerasak   |          | UB-83 Upernavik    | Uummannaq |

#### Kommune Qeqertalik
| Datum         |                        | Ergebnis |                         | Ort          |
| ------------- | ---------------------- | -------- | ----------------------- | ------------ |
| 17. Juli 2021 | N-48 Ilulissat         |          | FC Aqqisseq Kangaatsiaq | Qeqertarsuaq |
| 17. Juli 2021 | G-44 Qeqertarsuaq      |          | T-41 Aasiaat            | Qeqertarsuaq |
| 18. Juli 2021 | N-48 Ilulissat         |          | Disko-76 Qeqertarsuaq   | Qeqertarsuaq |
| 18. Juli 2021 | FC Aqisseq Kangaatsiaq |          | G-44 Qeqertarsuaq       | Qeqertarsuaq |
| 19. Juli 2021 | N-48 Ilulissat         |          | T-41 Aasiaat            | Qeqertarsuaq |
| 19. Juli 2021 | FC Aqisseq Kangaatsiaq |          | Disko-76 Qeqertarsuaq   | Qeqertarsuaq |
| 20. Juli 2021 | FC Aqisseq Kangaatsiaq |          | T-41 Aasiaat            | Qeqertarsuaq |
| 20. Juli 2021 | G-44 Qeqertarsuaq      |          | Disko-76 Qeqertarsuaq   | Qeqertarsuaq |
| 21. Juli 2021 | N-48 Ilulissat         |          | G-44 Qeqertarsuaq       | Qeqertarsuaq |
| 21. Juli 2021 | T-41 Aasiaat           |          | Disko-76 Qeqertarsuaq   | Qeqertarsuaq |

#### Qeqqata Kommunia
| Datum         |                     | Ergebnis |                     | Ort       |
| ------------- | ------------------- | -------- | ------------------- | --------- |
| 24. Juli 2021 | Aĸigssiaĸ Maniitsoq |          | SAK Sisimiut        | Maniitsoq |
| 25. Juli 2021 | SAK Sisimiut        |          | Aĸigssiaĸ Maniitsoq | Maniitsoq |

#### Kommuneqarfik Sermersooq
| Datum         |            | Ergebnis |                 | Ort     |
| ------------- | ---------- | -------- | --------------- | ------- |
| 12. Juli 2021 | IT-79 Nuuk | 5:2      | FC Nuuk         | Paamiut |
| 12. Juli 2021 | B-67 Nuuk  | 8:0      | GSS Nuuk        | Paamiut |
| 12. Juli 2021 | NÛK        | 2:2      | Young Guns Nuuk | Paamiut |
| 13. Juli 2021 | IT-79 Nuuk |          | B-67 Nuuk       | Paamiut |
| 13. Juli 2021 | FC Nuuk    |          | NÛK             | Paamiut |
| 13. Juli 2021 | GSS Nuuk   |          | Young Guns Nuuk | Paamiut |
| 14. Juli 2021 | IT-79 Nuuk |          | NÛK             | Paamiut |
| 14. Juli 2021 | FC Nuuk    |          | GSS Nuuk        | Paamiut |
| 14. Juli 2021 | B-67 Nuuk  |          | Young Guns Nuuk | Paamiut |
| 15. Juli 2021 | IT-79 Nuuk |          | GSS Nuuk        | Paamiut |
| 15. Juli 2021 | FC Nuuk    |          | Young Guns Nuuk | Paamiut |
| 15. Juli 2021 | B-67 Nuuk  |          | NÛK             | Paamiut |
| 16. Juli 2021 | IT-79 Nuuk |          | Young Guns Nuuk | Paamiut |
| 16. Juli 2021 | FC Nuuk    |          | B-67 Nuuk       | Paamiut |
| 16. Juli 2021 | GSS Nuuk   |          | NÛK             | Paamiut |

#### Kommune Kujalleq
Da mit K-33 Qaqortoq und N-85 Narsaq nur zwei Teilnehmer für zwei Startplätze angemeldet waren, entfiel die Qualifikationsrunde in der Kommune Kujalleq.

### Schlussrunde
Die Schlussrunde wurde nicht ausgetragen.